# Уряд Буркіна-Фасо
Уряд Буркіна-Фасо — вищий орган виконавчої влади Буркіна-Фасо.

## Голова уряду
- Прем'єр-міністр — Пол Каба Тієба (англ. Paul Kaba Thieba).
- Державний міністр Буркіна-Фасо — Саймон Компаоре (англ. Simon Compaore).

## Кабінет міністрів
Склад чинного уряду подано станом на 4 березня 2016 року.
| Логотип                                                           | Міністерство                                                                             | Міністр                                              | Фото | Час на посаді | Час на посаді | Партія | Партія | Вебсайт |
| ----------------------------------------------------------------- | ---------------------------------------------------------------------------------------- | ---------------------------------------------------- | ---- | ------------- | ------------- | ------ | ------ | ------- |
|                                                                   | Міністерство вищої освіти, наукових досліджень та інновацій                              | Фліліга Мішель Савадого (Fliliga Michel Sawadogo)    |      |               |               |        |        |         |
|                                                                   | Міністерство державної служби, праці та соціального забезпечення                         | Клемент Савадого (Clement Sawadogo)                  |      |               |               |        |        |         |
|                                                                   | Міністерство екології, зеленої економіки та кліматичних змін                             | Батіо Бассієре (Batio Bassiere)                      |      |               |               |        |        |         |
|                                                                   | Міністерство економіки, фінансів і розвитку                                              | Хадізату Росін Кулібелі (Hadizatou Rosine Coulibaly) |      |               |               |        |        |         |
| Заступник міністра Едіт Клеменс Яка (Edith Clemence Yaka)         | Міністерство економіки, фінансів і розвитку                                              |                                                      |      |               |               |        |        |         |
|                                                                   | Міністерство енергетики, шахт та копалень                                                | Альфа Умар Дісса (Alpha Oumar Dissa)                 |      |               |               |        |        |         |
|                                                                   | Міністерство житлово-комунального господарства і міського планування                     | Моріс Дьєудонне Бонане (Maurice Dieudonne Bonane)    |      |               |               |        |        |         |
|                                                                   | Міністерство жінок, національної солідарності та сім'ї                                   | Лаура Зонго-Гейн (Laure Zongo-Hien)                  |      |               |               |        |        |         |
|                                                                   | Міністерство зв'язків із парламентом                                                     | Ремі Фульженс Данджіну (Remy Fulgence Dandjinou)     |      |               |               |        |        |         |
|                                                                   | Міністерство закордонних справ, співпраці та буркінабської діаспори                      | Альфа Баррі (Alpha Barry)                            |      |               |               |        |        |         |
| Заступник міністра Рита Соланж Агнекетом (Rita Solange Agneketom) | Міністерство закордонних справ, співпраці та буркінабської діаспори                      |                                                      |      |               |               |        |        |         |
|                                                                   | Міністерство інфраструктури                                                              | Ерік Бужума (Eric W. Bougouma)                       |      |               |               |        |        |         |
|                                                                   | Міністерство комерції, промисловості та ремесел                                          | Стефані Сану (Stephane Sanou)                        |      |               |               |        |        |         |
|                                                                   | Міністерство культури                                                                    | Тахіру Баррі (Tahirou Barry)                         |      |               |               |        |        |         |
|                                                                   | Міністерство молоді та професійної інтеграції                                            | Жан-Клод Буда (Jean-Claude Bouda)                    |      |               |               |        |        |         |
|                                                                   | Міністерство освіти та писемності                                                        | Жан-Мартін Кулібелі (Jean-Martin Coulibaly)          |      |               |               |        |        |         |
|                                                                   | Міністерство охорони здоров'я                                                            | Смайла Уедраого (Smaila Ouedraogo)                   |      |               |               |        |        |         |
|                                                                   | Міністерство розвитку, цифрової економіки та пошти                                       | Аміната Сана-Конго (Aminata Sana-Congo)              |      |               |               |        |        |         |
|                                                                   | Міністерство спорту і рекреації                                                          | Тайру Бангре (Tairou Bangre)                         |      |               |               |        |        |         |
|                                                                   | Міністерство сільського господарства, водних ресурсів, санітарії та продовольчої безпеки | Якоб Уедраого (Jacob Ouedraogo)                      |      |               |               |        |        |         |
|                                                                   | Міністерство тваринних і рибних ресурсів                                                 | Сомманого Куту (Sommanogo Koutou)                    |      |               |               |        |        |         |
|                                                                   | Міністерство територіального управління, децентралізації та національної безпеки         | Саймон Компаоре (Simon Compaore)                     |      |               |               |        |        |         |
|                                                                   | Міністерство транспорту, міської мобільності та безпеки шляхів                           | Сулейман Сулама (Souleymane Soulama)                 |      |               |               |        |        |         |
|                                                                   | Міністерство юстиції                                                                     | Рене Багоро (Rene Bagoro)                            |      |               |               |        |        |         |